# Smoleń (województwo śląskie)
Smoleń – wieś w Polsce, położona w województwie śląskim, w powiecie zawierciańskim, w gminie Pilica, przy drodze wojewódzkiej nr 794.
W latach 1975–1998 wieś położona była w województwie katowickim.
W 1595 roku wieś położona w powiecie lelowskim województwa krakowskiego była własnością kasztelana oświęcimskiego Wojciecha Padniewskiego. 

## Integralne części wsi
| SIMC    | Nazwa       | Rodzaj    |
| ------- | ----------- | --------- |
| 0219780 | Bukowa Góra | część wsi |
| 0219796 | Podlesie    | część wsi |
| 0219804 | W Lasku     | część wsi |

## Atrakcje
- W miejscowości na terenie rezerwatu przyrody Smoleń znajdują się ruiny gotyckiego zamku Pileckich z XIV w. Zamek został zniszczony w XVII w. przez Szwedów. Współcześnie zachowały się mury obronne zamków dolnych z dwiema bramami, mury zamku górnego oraz wieża zamku górnego do wysokości 16 m. Ze znajdujących się dolnych zamkach domów zachowały się wyłącznie elementy przyziemia.
- Park Jurajski – grupa skał na których uprawiana jest wspinaczka skalna
- pozostałości okopów z I wojny światowej
- wyciąg narciarski na Sikorowej Skale

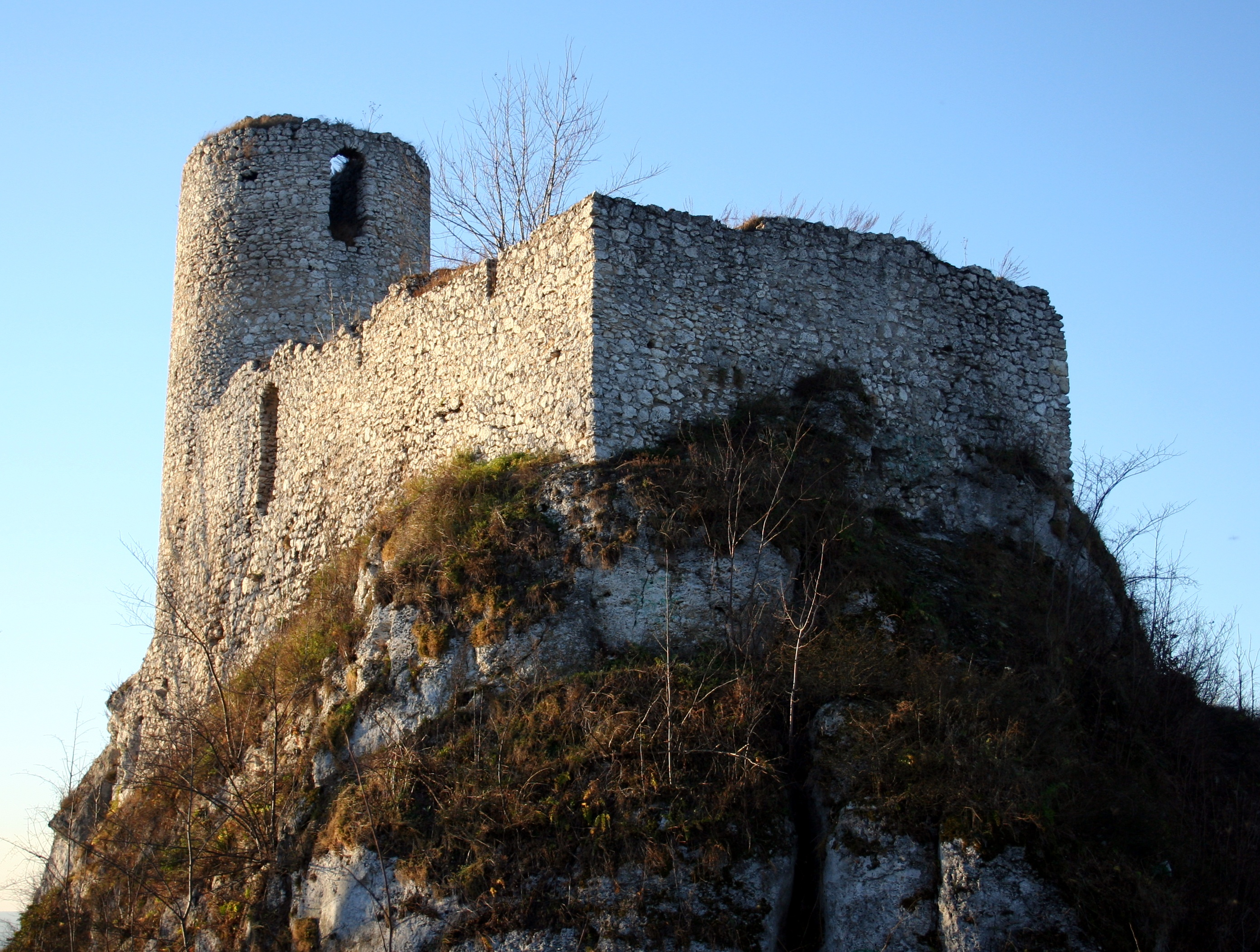
Ruiny zamku
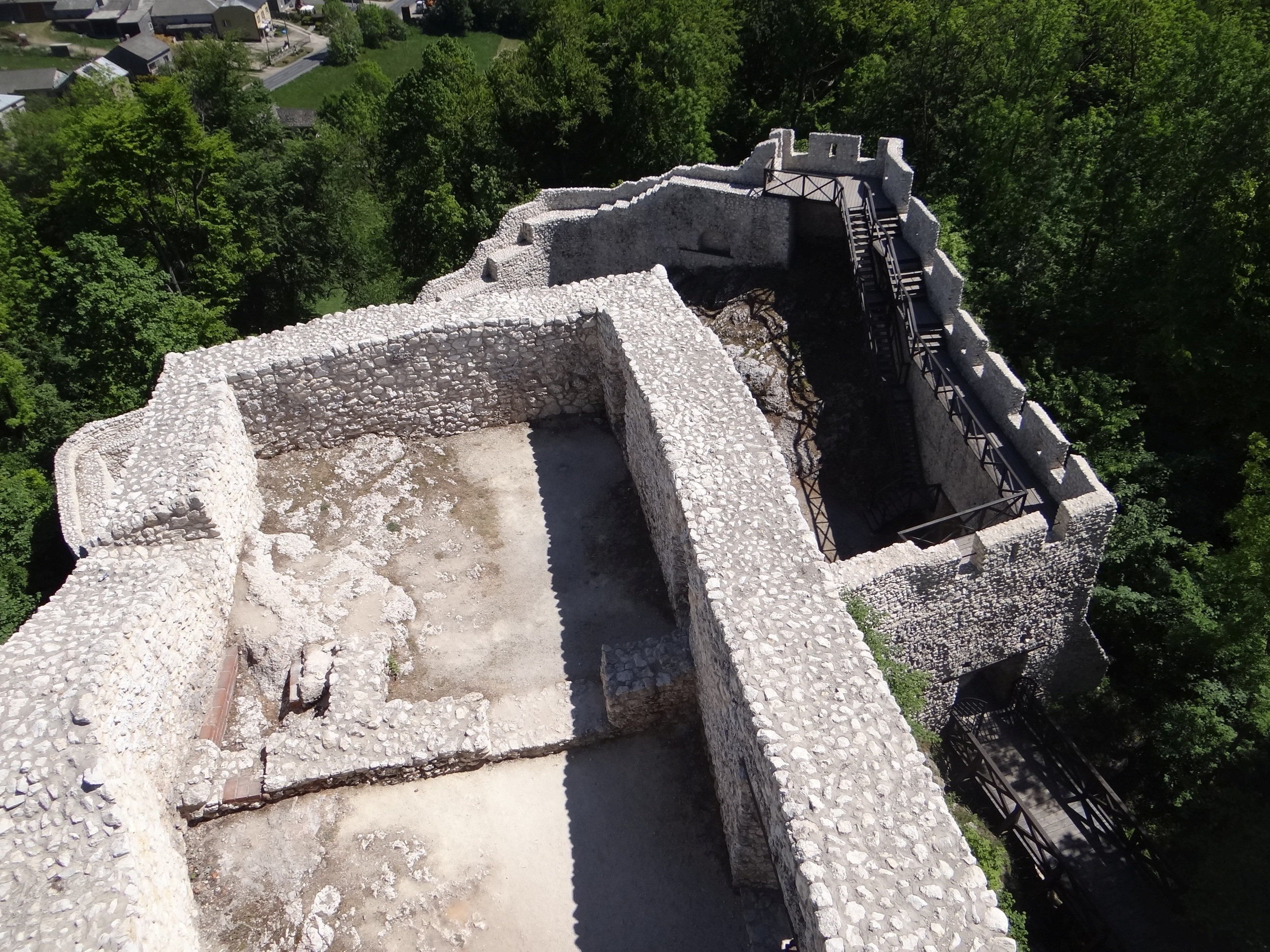
Ruiny zamku
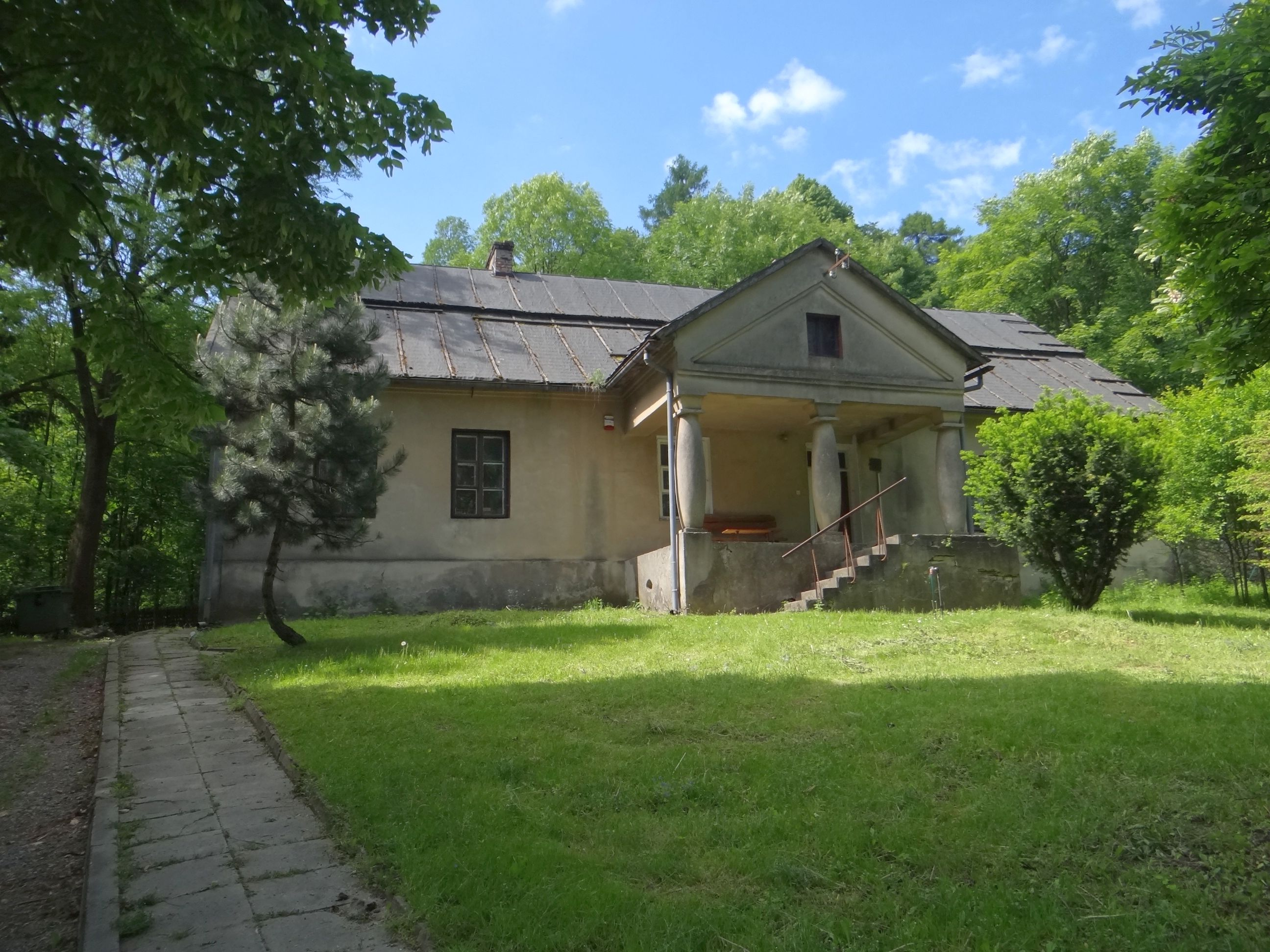
Dawny pałac
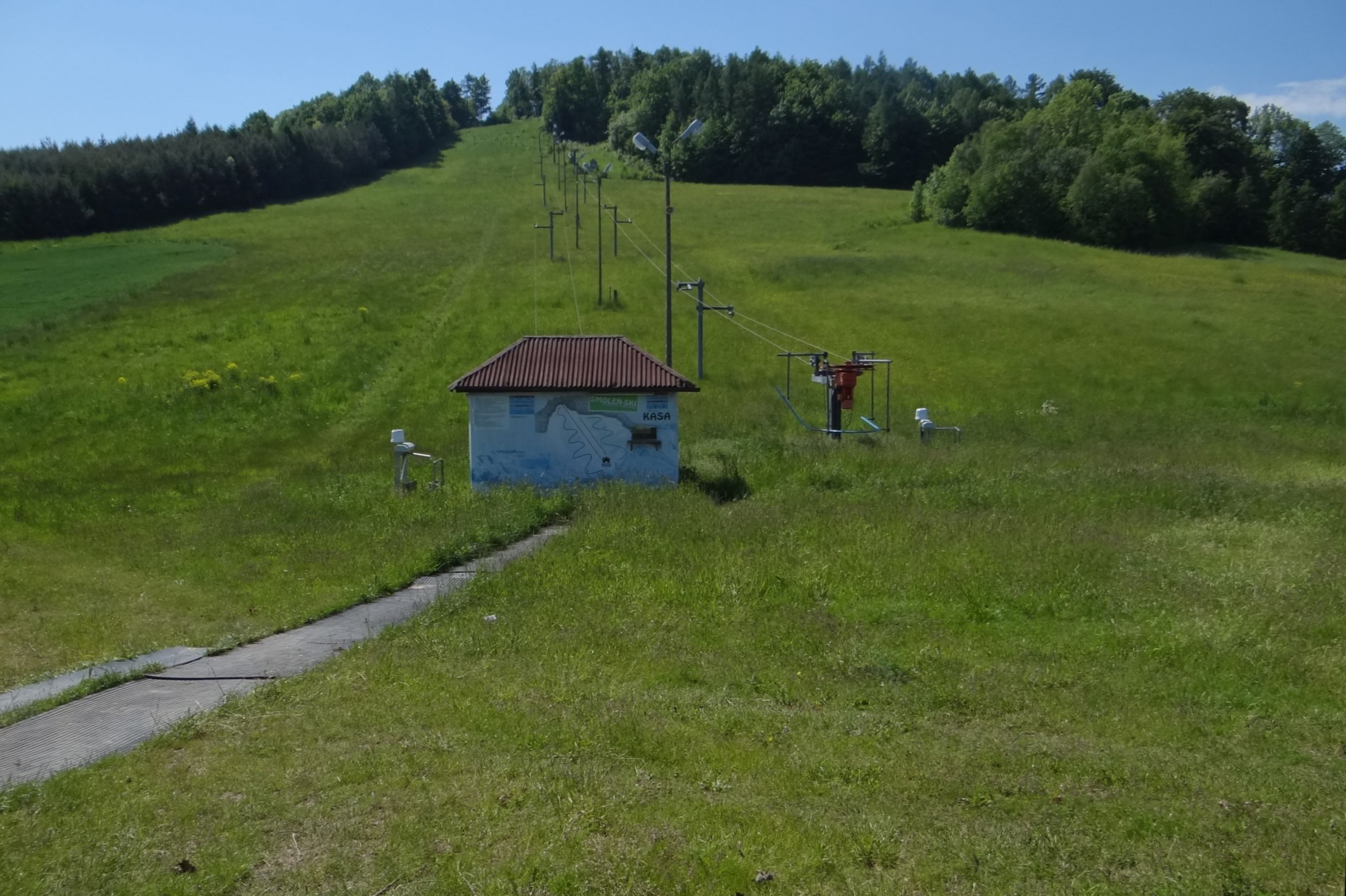
Wyciąg narciarski